# Bocenago
Bocenago (Buzanàc o Bozanàc in dialetto trentino) è un comune italiano di 403 abitanti della provincia di Trento in Trentino-Alto Adige. È situato in Val Rendena, sulla riva sinistra del Sarca. 

## Storia
Nel 1928, durante il periodo fascista, il comune di Bocenago insieme a quello di Caderzone, è stato soppresso ed aggregato a quello di Strembo. Successivamente, nel 1947 tutti i comuni sono stati ricostituiti e tornati ad essere autonomi.

### Simboli
Lo stemma e il gonfalone sono stati approvati con D.G.P. del 18 marzo 1988, n. 2360.
Stemma
Gonfalone

## Monumenti e luoghi d'interesse

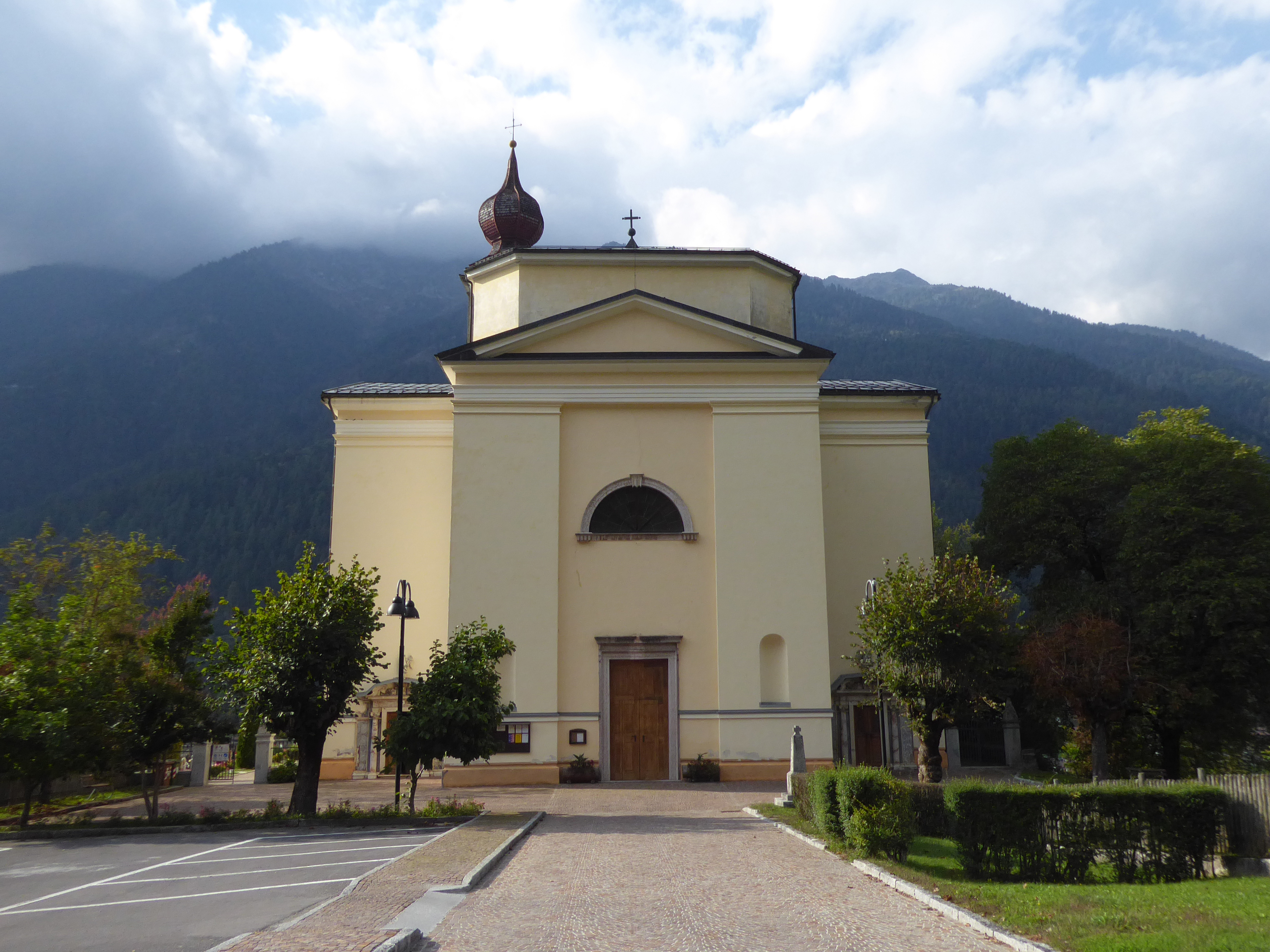
La chiesa di Santa Margherita

- Chiesa di Santa Margherita. L'antica chiesa conserva opere del pittore Valentino Pupin.

## Società

### Evoluzione demografica
Abitanti censiti

## Economia

### Turismo
Grazie ai suoi paesaggi naturalistici, alla presenza del fiume Sarca e alla vicinanza con Pinzolo, Bocenago è una meta turistica invernale ed estiva.
Inoltre a Ferragosto il comune richiama turisti da tutta la val Rendena grazie alla manifestazione Com'eravamo, un'originale rievocazione storica della vecchia Bocenago.

## Amministrazione
| Periodo | Periodo   | Primo cittadino  | Partito      | Carica  | Note  |
| ------- | --------- | ---------------- | ------------ | ------- | ----- |
| 1995    | 1997      | Angelo Alberti   | Lista civica | Sindaco | [ 8 ] |
| 1998    | 2000      | Umberto Fostini  | Lista civica | Sindaco |       |
| 2000    | 2005      | Mauro Alberti    | Lista civica | Sindaco |       |
| 2005    | 2007      | Mauro Alberti    | Lista civica | Sindaco |       |
| 2007    | 2010      | Mauro Alberti    | Lista civica | Sindaco |       |
| 2010    | 2015      | Walter Ferrazza  |              | Sindaco |       |
| 2015    | 2020      | Walter Ferrazza  |              | Sindaco |       |
| 2020    | 2025      | Walter Ferrazza  | Lista civica | Sindaco |       |
| 2025    | in carica | Maurizio Fantato | Lista civica | Sindaco |       |

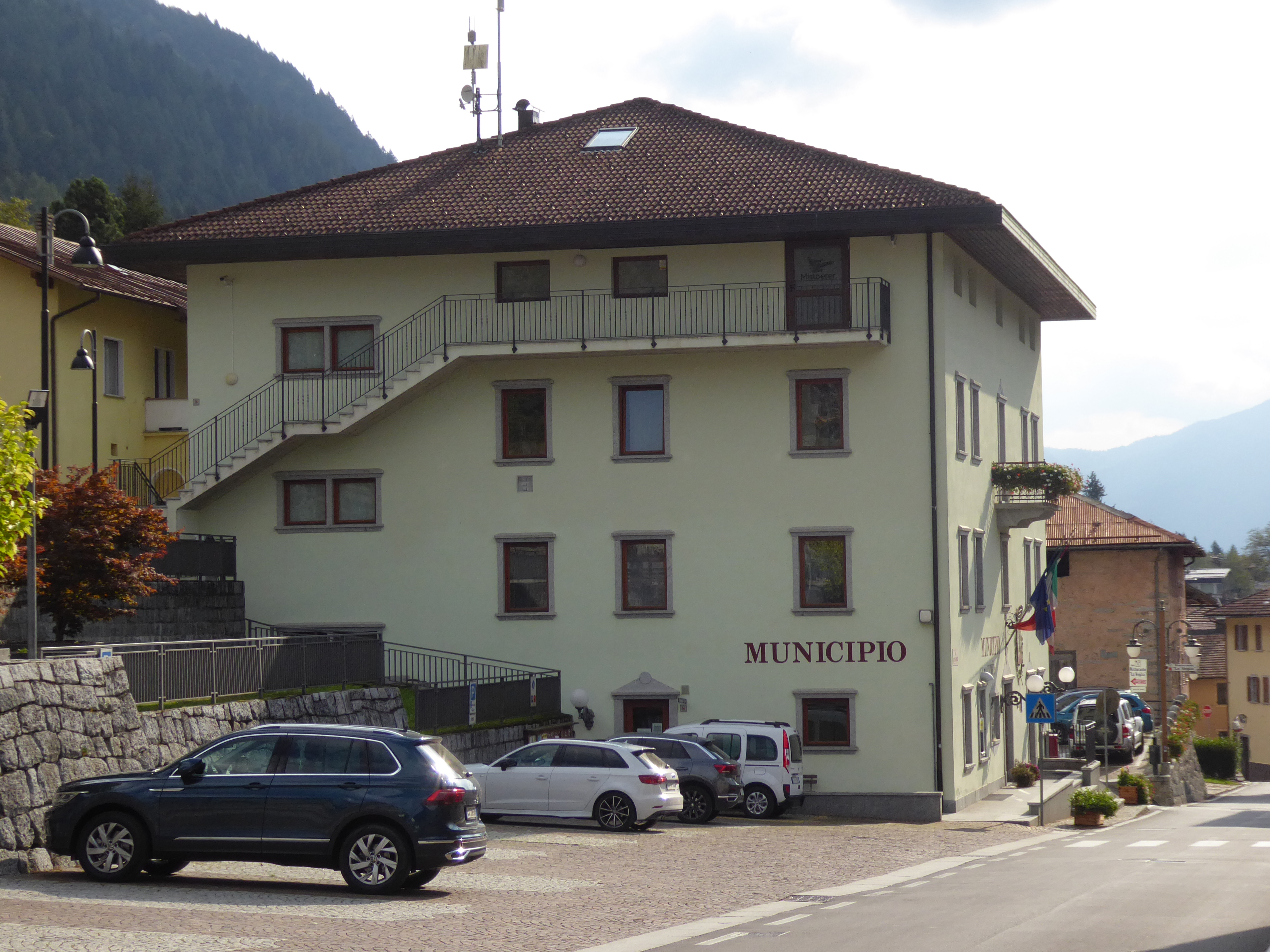
Scorcio con il municipio

Dal 2010 al 2025, Walter Ferrazza è stato sindaco di Bocenago. Nel 2013 viene nominato sottosegretario agli Affari Regionali e Autonomie del Governo Letta.

## Sport
A Bocenago ha sede il golf club Rendena, che pratica il golf su un campo con 9 buche, che si estende da Caderzone a Bocenago.